# Lea (Derbyshire)
Lea – przysiółek w Anglii, w Derbyshire. Leży 3,4 km na zachód od miasta Matlock, 21,1 km od miasta Derby i 202,7 km od Londynu. Lea jest wspomniana w Domesday Book (1086 r.) jako Lede.